# Levée du voile corporatif
En droit des affaires, la levée du voile corporatif est un recours visant à poursuivre personnellement l'actionnaire principal et administrateur d'une société en faisant tomber la barrière de la personnalité morale de la société. Il est utilisé lorsqu'un actionnaire dirigeant exploite le statut de la personne morale distincte de la société pour commettre des illégalités telles que des fraudes ou des abus de droit.   

## Droit par État

### Droit québécois
En droit québécois,  l'article 309 du Code civil du Québec énonce le principe que les personnes morales sont distinctes de leurs membres, tandis que l'article 317 C.c.Q. prévoit la possibilité de lever le voile corporatif, sous trois conditions: 1) un alter ego exerce un contrôle sur la société 2) il chercher à masquer 3) une fraude, un abus de droit ou une contravention à l'ordre public, d'après les arrêts Lanoue c. Brasserie Labatt ltée, Kheiri c. 9120-7340 Québec inc. et Coutu c. Commission des droits de la personne et des droits de la jeunesse. Par ailleurs, faire affaires tout en étant insolvable n'est pas une faute, cela ne suffit pas pour obtenir la levée du voile corporatif, il faut obligatoirement que les trois critères précédemment énoncés soient remplis.
L'arrêt Kosmopoulos c. Constitution Insurance Co. de la Cour suprême du Canada est un arrêt de principe sur la levée du voile corporatif.